# Schwenckfeldina explicata
Schwenckfeldina explicata är en tvåvingeart som först beskrevs av Werner Mohrig och Boris Mamaev 1982.  Schwenckfeldina explicata ingår i släktet Schwenckfeldina och familjen sorgmyggor. Inga underarter finns listade i Catalogue of Life.